# Rajd Włoch 1975

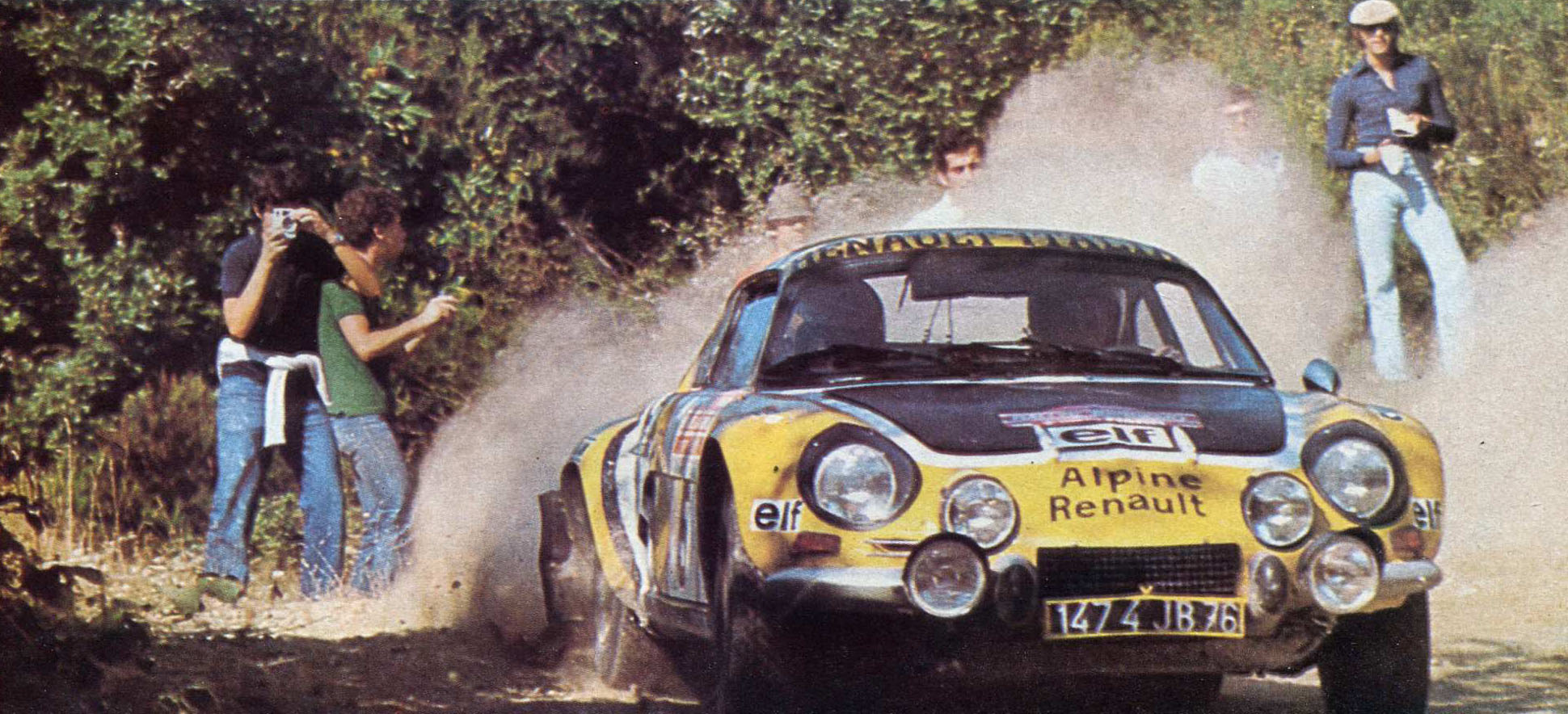
Jean-Luc Thérier podczas rajdu

Rajd San Remo 1975 - Rajd Włoch (17. Rallye Sanremo) – 17 Rajd San Remo rozgrywany we Włoszech w dniach 1-4 października. Była to ósma runda Rajdowych Mistrzostw Świata w roku 1975. Rajd został rozegrany na nawierzchni asfaltowej. Bazą rajdu było miasto San Remo.

## Wyniki końcowe rajdu[1]
| Msc. | Kierowca           | Pilot              | Samochód                 | Czas     | Strata   | Punkty |
| ---- | ------------------ | ------------------ | ------------------------ | -------- | -------- | ------ |
| 1    | Björn Waldegård    | Hans Thorszelius   | Lancia Stratos HF        | 10:22.52 | 0.0      | 20     |
| 2.   | Maurizio Verini    | Francesco Rossetti | Fiat Abarth 124 Rallye   | 10:25.40 | +2.48    | 15     |
| 3.   | Jean-Luc Thérier   | Michel Vial        | Alpine-Renault A110 1800 | 10:59.04 | +36.12   | 12     |
| 4.   | Mauro Pregliasco   | Piero Sodano       | Lancia Beta Coupé        | 11:20.11 | +57.19   |        |
| 5.   | Carlo Bianchi      | Marco Mannini      | Porsche 911              | 11:33.29 | +1:10.37 | 8      |
| 6.   | Salvatore Brai     | Roberto Dalpozzo   | Opel Ascona              | 11:47.42 | +1:24.50 | 6      |
| 7.   | Alberto Brambilla  | Giorgio Bottini    | Alfa Romeo Alfetta GT    | 12:01.28 | +1:38.36 | 4      |
| 8.   | Georg Fischer      | Harald Gottlieb    | Opel Ascona              | 12:16.26 | +1:53.34 |        |
| 9.   | Federico Ormezzano | Enrico Cartotto    | Alfa Romeo 2000GTV       | 12:18.30 | +1:55.38 |        |
| 10.  | Paolo Isnardi      | Simone Scimone     | Opel Ascona              | 12:27.45 | +2:04.53 |        |

## Klasyfikacja producentów po 8 rundach
| Lp | Producent      | Pkt. |
| -- | -------------- | ---- |
| 1  | Lancia         | 75   |
| 2  | Fiat           | 58   |
| 3  | Opel           | 47   |
| 4  | Alpine-Renault | 45   |
| 5  | Peugeot        | 40   |

- Uwaga: Tabela obejmuje tylko pięć pierwszych miejsc.